# Варкалн, Роберт Фрицович
Роберт Фрицович Варкалн (латыш. Roberts Varkalns, 1899—1959) — советский военный, государственный и политический деятель, генерал-майор.

## Биография
Родился в 1899 году  в селе Калнциемс,  (ныне Латвия) в семье рабочего.  
В 1917 году был призван в армию, служил в 5-м Латышском стрелковом Земгальском стрелковом полку. Член Коммунистической партии с 1919 года. Участник Гражданской войны. 
С 1921 года  по 1923 год  воевал на  Туркестанском фронте в составе ВЧК. За боевые отличия был награждён орденом Красного Знамени.  С 1924 по 1928 год служил в пограничных войсках в Средней Азии и в Забайкалье. В 1928 году окончил Высшую пограничную школу ОГПУ в Москве, а в 1936 году Военную академию им. М. Фрунзе. 
В начале Великой Отечественной войны  был одним из организаторов 201-й (позже 43-й гвардейской) Латвийской стрелковой дивизии. 
С августа 1941 года по июль 1943 года начальник штаба дивизии, командир 191-го стрелкового полка, заместитель командира дивизии.  С июля 1943 года заместитель командира по тылу 82-го стрелкового корпуса 37-й армии 2-го, а затем  3-го Украинских фронтов. 
С 1947 года по 1950 год заместитель командира дивизии- начальник штаба. С 1950 года  по 1952 год военный комиссар Латвийской ССР.  С 1952 года  по 1956 год командир дивизии. С 1956 года заведующий военной кафедрой Латвийского университета.   
В 1959 году избран заместителем Председателя Верховного Совета Латвийской ССР. 
Избирался: депутатом Верховного Совета СССР 4-го созыва, членом ЦК Коммунистической партии Латвии,  депутатом Верховного Совета Латвийской ССР. 
Скончался 14 октября 1959 года в Риге. Похоронен на кладбище Райниса.

## Награды
- орден Ленина (21.02.1945)[2]
- четыре ордена Красного Знамени (1922, 31.08.1944, 03.11.1944[2], 06.11.1947[2])
- орден Отечественной войны I степени (29.12.1943)
- орден Красной Звезды (29.07.1944)
- медали в том числе:
  - «XX лет Рабоче-Крестьянской Красной Армии» (1938)
  - «За оборону Москвы» ( 23.12.1944)
  - «За Победу над Германией в Великой Отечественной войне 1941—1945 гг.» (19.08.1945)
- Почётный сотрудник госбезопасности (29.08.1936)